# Giovanni De Min (pittore)

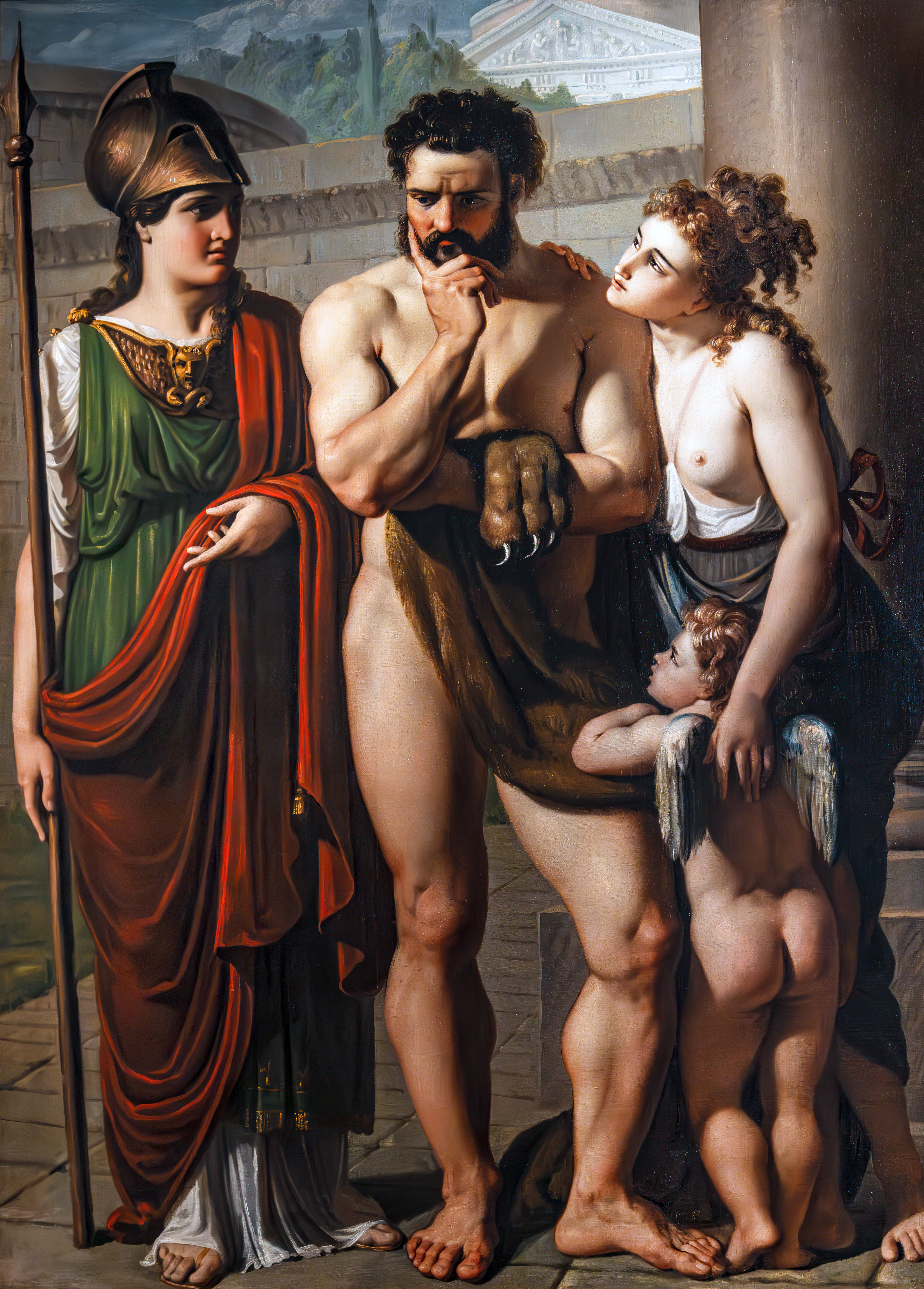
ERCOLE AL BIVIO, 1812, Gallerie dell'Accademia

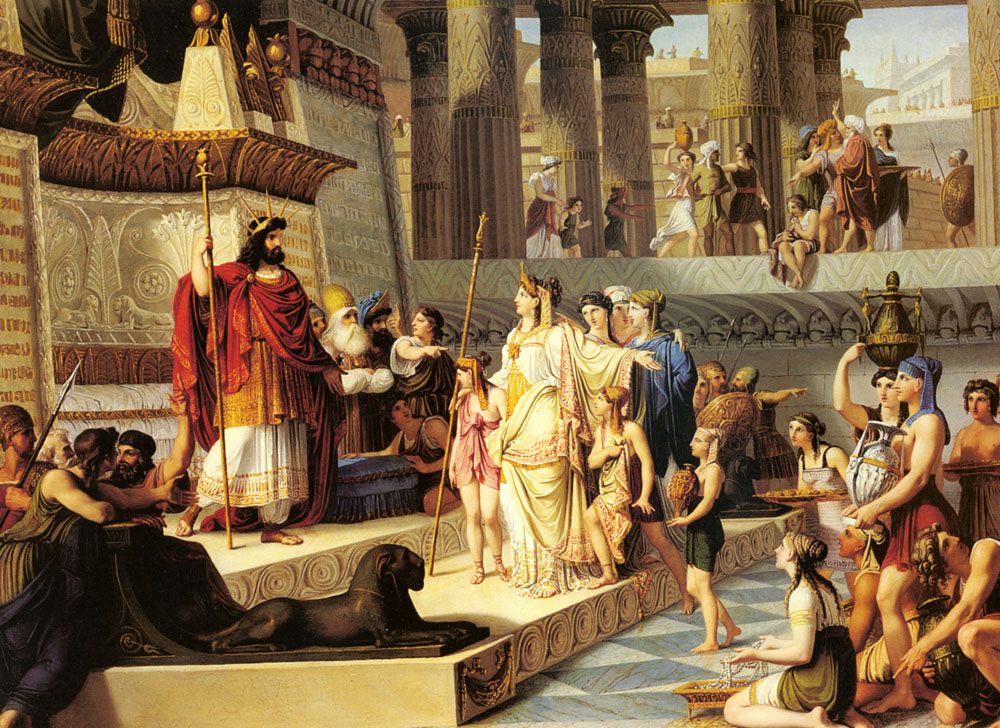
La regina di Saba visita Salomone (1817).

Giovanni De Min, ma anche Demin (Belluno, 24 ottobre 1786 – Tarzo, 23 novembre 1859), è stato un pittore e incisore italiano.

## Biografia
Nacque in una famiglia popolana nell'ottobre del 1786; manifestò presto una predisposizione per l'arte. Dapprima ebbe come insegnanti Ludovico da Sergnano e Paolo de' Filippi, successivamente si trasferì a Venezia, nel 1803, dove godette della protezione della famiglia Falier, accedendo anche all'Accademia di Belle Arti. Qui fu discepolo di Lattanzio Querena e di Teodoro Matteini. Fu grazie a Leopoldo Cicognara, presidente dell'Accademia veneziana, che assieme a Francesco Hayez, ottenne un pensionato a Roma, presso lo studio di Canova. Qui realizzò le prime opere “a fresco” in Vaticano, oltre ad un Aiace ed un Ercole al bivio ad olio. Si distinse anche come disegnatore a penna. Dopo che fu nominato primo pittore la realizzazione degli affreschi del Regio Palazzo di Caserta, vide vanificare l'incarico per la mutata situazione politica nel Regno di Napoli. Richiamato a Venezia nel 1817 dal Cicognara, partecipò all'omaggio delle provincie venete per il matrimonio dell'imperatore Francesco I con il quadro ad olio Salomone e la regina di Saba. A Venezia lavorò a vari affreschi in diversi palazzi (Palazzo Papadopoli; Palazzo Reale; Comello; e nel Seminario Patriarcale di Serravalle, nel trevigiano) e alla Villa Lucheschi.
Spostatosi a Padova, vi realizzò alcune opere note. Con l'Ulisse che uccide i Proci di Palazzo Revedin il pittore bellunese avvicina il neoclassicismo italiano a quello francese. De Min conosce la lezione che proviene da oltr'Alpe, ma è pittore che comunque interpreta a modo suo tali esperienze. A Conegliano dipinse presso la Chiesa di San Rocco e a Possagno nel Tempio Canoviano. Realizzò a olio una Morte di Alberico da Romano e una Risurrezione di Lazzaro per la Chiesa di Santa Giustina d'Auronzo. De Min è attivo anche a Vicenza. Dopo aver dipinto alcuni episodi della Storia di Psiche di Palazzo Treves a Venezia, si trasferì nel 1831 a Milano ove lavorò nei palazzi della contessa Samoyloff, dei conti Passalacqua e Melzi (opere andate distrutte dai bombardamenti americani durante la seconda guerra mondiale). Dopo aver realizzato in casa Samoyloff le Storie di Napoleone Bonaparte,  inviso all'Austria, non ricevette più commissioni a Milano nonostante l'alta considerazione del critico Defendente Sacchi. Nel 1836 dipinse alcune una delle sue opere più celebri: La lotta delle Spartane presso la Villa Patt di Sedico; e nel 1837 Gli Elvezi soggiogati da Cesare a Villa Gera (Conegliano). Per il Municipio di Belluno realizzò due dipinti storici. Spostatosi nel 1840 a Ceneda (Vittorio Veneto), dipinse un ciclo monumentale nell'antico Palazzo Municipale . Negli stessi anni lavorò in molte chiese.  Tra il 1847 e il '48 realizzò un gigantesco affresco raffigurante il Giudizio Universale per la Chiesa di Mirano, ma fu attivo anche in Villa Belvedere e nel Castelletto. A Palazzo Berton di Feltre accanto ad un'altra rappresentazione della Morte di Alberico da Romano, dipinse I crociati feltrini di ritorno dalla Terrasanta.
De Min, probabilmente motivato dal suo personale apprezzamento, nel corso del suo apprendistato e in generale della sua attività, subì l'influsso di grandi maestri come Giulio Romano, il Pordenone, Pomponio Amalteo, etc... De Min, oltre che come eccellente affrescatore operò anche come architetto, scenografo, regista, incisore, arredatore, ritrattista, paesaggista. Divenne anche amico e assiduo collaboratore di Giuseppe Jappelli. De Min muore il 23 novembre 1859 a Tarzo, in provincia di Treviso.